# Madonna Harris
Madonna Harris (Hamilton, 15 augustus 1966) is een wielrenner en cross-country skiër uit Nieuw-Zeeland.
In 1988 nam Harris zowel aan den Olympische Winterspelen als aan de Olympische Zomerspelen deel. Op de winterspelen aan het onderdeel langlaufen, op de zomerspelen aan het onderdeel wegwielrennen.
In 1989 werd Harris nationaal kampioen op de weg in Nieuw-Zeeland.
In 1990 nam Harris deel aan de Gemenebestspelen, waar bij de wielersport voor het eerst onderdelen voor vrouwen waren toegevoegd aan de kalender.